# Jugendnotmail
jugendnotmail.de (in Eigenschreibung auch JugendNotmail) ist eine kostenlose und anonyme Online-Beratung für Kinder und Jugendliche mit psychischen und seelischen Problemen, die 2001 in Berlin gegründet wurde. Heute steht die Online-Beratung Jugendlichen bis 19 Jahren in ganz Deutschland offen. Die Beratung wird vom gemeinnützigen Verein jungundjetzt e.V. getragen.

## Geschichte
Jugendnotmail.de und der Jungundjetzt e.V. wurden 2001 von der Berliner Grundschullehrerin Claudine Krause (* 1947) gegründet. Jugendnotmail.de gilt als das älteste Online-Beratungsangebot dieser Art in Deutschland. 2015 erhielt Krause für ihr soziales Engagement in der Kinder- und Jugendhilfe das Bundesverdienstkreuz am Bande.

## Angebot
Die Online-Beratung findet durch Freiwillige statt, 2013 arbeiteten 44 ehrenamtliche Psychologen und Pädagogen mit. Im selben Jahr erhielt jugendnotmail.de zwischen 1200 und 1500 Zuschriften pro Monat. In einem moderierten Forum können sich Nutzer auch miteinander austauschen.
Die häufigsten Themen auf der Plattform sind Selbstverletzung, Depression, familiäre Probleme und Suizidankündigungen, aber auch schulische Leistungen. Etwa 80 Prozent der Anfragen kommen von Mädchen.